# Anna Miros
Anna Miros (née Podolec le 30 octobre 1985 à Sonina) est une ancienne joueuse de volley-ball polonaise. Elle mesure 1,93 m et jouait au poste d'attaquante. Elle a totalisé 35 sélections en équipe de Pologne. Elle a mis un terme à sa carrière de volleyeuse professionnelle en juin 2020.

## Clubs
| Club                             | De        | À         |
| -------------------------------- | --------- | --------- |
| SMS PZPS Sosnowiec               |           | 2002-2003 |
| BKS Bielsko-Biała                | 2003-2004 | 2006-2007 |
| AES Balakovo                     | 2007-2008 | 2007-2008 |
| Asystel Volley                   | 2008-2009 | 2009-2010 |
| BKS Bielsko-Biała                | 2010-2011 | 2010-2011 |
| CS Dinamo Bucarest               | 2011-2012 | 2011-2012 |
| Avtodor-Metar                    | 2012-2012 | 2012-2012 |
| Atom Trefl Sopot                 | 2012-2013 | 2015-2016 |
| MKS Dąbrowa Górnicza             | 2016-2017 | 2016-2017 |
| AZS KSZO Ostrowiec Świętokrzyski | 2017-2018 | 2018-2019 |
| MKS Kalisz                       | jan 2019  | 2019-2020 |

## Palmarès

### Équipe nationale
- Championnat d'Europe
  - Vainqueur : 2003.
- Jeux européen
  - Finaliste : 2015.
- Championnat d'Europe des moins de 20 ans
  - Vainqueur : 2002
- Championnat d'Europe des moins de 18 ans
  - Finaliste : 2001

### Clubs
- Coupe de la CEV
  - Vainqueur : 2009.
  - Finaliste : 2015.
- Championnat de Pologne
  - Vainqueur : 2004, 2013.
  - Finaliste : 2015, 2016.
- Coupe de Pologne
  - Vainqueur : 2006, 2015.
  - Finaliste : 2013, 2016.
- Supercoupe de Pologne
  - Vainqueur : 2010.
  - Finaliste : 2012, 2013, 2015.
- Coppa Italia
  - Finaliste :2009.